# Osumacinta
Osumacinta är en ort i Mexiko.   Den ligger i kommunen Osumacinta och delstaten Chiapas, i den sydöstra delen av landet, 700 km öster om huvudstaden Mexico City. Osumacinta ligger 404 meter över havet och antalet invånare är 2 023.
Terrängen runt Osumacinta är kuperad åt nordväst, men åt sydost är den bergig. Osumacinta ligger nere i en dal. Runt Osumacinta är det tätbefolkat, med 286 invånare per kvadratkilometer. Närmaste större samhälle är Tuxtla Gutiérrez, 19,7 km söder om Osumacinta. I omgivningarna runt Osumacinta växer huvudsakligen savannskog.